# Robert de Boissonneaux de Chevigny
Robert Marie Jean Victor de Boissonneaux de Chevigny CSSp (* 2. August 1920 in Besançon; † 11. Juni 2011) war römisch-katholischer Bischof von Nouakchott.

## Leben
Robert Marie Jean Victor de Boissonneaux de Chevigny trat der Ordensgemeinschaft der Spiritaner bei und empfing am 3. Oktober 1948 die Priesterweihe.
Papst Paul VI. ernannte ihn am 21. Dezember 1973 zum Bischof von Nouakchott. Der Erzbischof von Dakar, Hyacinthe Thiandoum, weihte ihn am 23. Februar 1974 zum Bischof; Mitkonsekratoren waren Michel-Jules-Joseph-Marie Bernard CSSp, Alterzbischof von Nouakchott, und Armand François M. Le Bourgeois CIM, Bischof von Autun-Châlon-sur-Saône-Mâcon-Cluny.
Am 10. Juli 1995 nahm Papst Johannes Paul II. seinen altersbedingten Rücktritt an.